# Campagne du Tage
Guerre d'Espagne
La campagne du Tage, également appelée campagne de la Sierra de Guadalupe, est le nom donné à l'ensemble des batailles qui ont opposé, lors de la guerre d'Espagne, les troupes nationalistes et les forces républicaines, entre le 17 août et le 3 septembre 1936. 
Elle commença le 17 août 1936, au lendemain de la prise de Badajoz par les nationalistes, trois jours plus tôt. Les troupes africaines du général Juan Yagüe se lancèrent alors dans une course vers Madrid, remontant le cours du Tage, les menant par les hauteurs de la Sierra de Guadalupe, dans les monts de Tolède. Leur avancée rapide les mena jusqu'à Talavera de la Reina, où Francisco Franco ordonna à Yagüe de détourner ses troupes vers Tolède.

## Contexte
Le 14 août Badajoz tombe aux mains des nationalistes du général Yagüe, ce qui permet de faire la jonction entre les zones nationalistes nord et sud, mettant fin à la première partie de la « marche sur Madrid », la campagne d'Extrémadure. L'objectif suivant était la prise de la capitale espagnole, à plusieurs centaines de kilomètres au nord-est, en remontant le cours du Tage. 
Afin d'empêcher cette « marche sur Madrid », le gouvernement de la République opposa les troupes de l'« armée d'Estrémadure », composée de 9 000 hommes pour la plupart issus des milices. Ils furent déployés dans les montagnes des sierras de Guadarrama et de Tolède, où elles souffrirent de l'aridité du milieu.

## Combats
Les milices, quoique incontestablement braves, furent en grande partie inefficaces. Alors qu'elles étaient largement supérieures en nombre, elles étaient bien moins équipées en matériel et moins entraînées que les regulares et les légionnaires de l'armée d'Afrique.
Les soldats républicains refusèrent de s'enterrer dans une guerre de tranchées, mais ne purent s'opposer à l'avancée des nationalistes. Ils furent forcés à de constantes retraites afin d'éviter d'être encerclées.
Les troupes de Manuel Riquelme comptaient par ailleurs 2 000 miliciens anarchistes qui refusèrent de suivre ses ordres et lancèrent d'inutiles et meurtrières attaques. 
Le 17 août 1936, le colonel Tella s'empara de Trujillo et traversa le Tage à Almaraz. Le 21, la colonne d'Antonio Castejón prit la ville de Guadalupe.
Un épisode de la campagne fut par la suite raconté par André Malraux, dans son roman l'Espoir. À Medellin, une section de la colonne nationaliste du colonel Asensio fut surprise et attaquée par l'aviation républicaine. Il s'agissait plus précisément de l'escadrille España, constituée par Malraux et composée de trois bombardiers Potez, deux Bréguet et un Douglas.
Le 27 août 1936, les trois colonnes se concentrèrent à Navalmoral. Elles furent lancées, le 3 septembre, sur Talavera de la Reina. La victoire nationaliste leur ouvrit la route de Madrid.

## Conséquences

Carte de l'Espagne à la fin de la campagne du Tage.
En rose : zone républicaine. En marron : zone soulevée.

Grâce à la victoire de Talavera de la Reina, les franquistes voyaient se dégager la voie vers Madrid. Mais épuisés par cette dernière bataille, ils furent forcés au repos. Ensuite, Franco décida de faire obliquer les troupes vers Tolède où, depuis le 18 juillet, le général José Moscardó résistait à un siège dans l'Alcázar de Tolède.